# Kach
Kach (De este modo) fue un partido extremista, ultranacionalista, sionista religioso israelí que estuvo activo entre los años 1971 y 1994. Fue fundado por el rabino estadounidense Meir Kahane en 1971 y se basó en su particular ideología nacionalista judía ortodoxa, desde entonces conocida como kahanismo, que propugnaba la restauración del Reino Bíblico de Israel, la implantación de la halajá como la única ley de la Gran Israel, la expulsión de todos los ciudadanos árabes israelíes y la destrucción de las mezquitas de la Explanada de las Mezquitas de Jerusalén. Tras varios intentos fallidos, Kach obtuvo un único escaño en la Knéset (parlamento israelí) en las elecciones de 1984. Sin embargo, la renovada Ley Electoral del Knéset, que prohibía los partidos que incitasen al racismo, impidió que Kach se presentase a las elecciones de 1988. 
Tras el asesinato de Kahane en 1990, el movimiento se escindió en dos, Kach y Kahane Chai (literalmente «Que viva Kahane»). Kach estuvo dirigido al principio por el rabino Avraham Toledano y después por Baruch Marzel, del asentamiento israelí de Kiryat Arba, en la ciudad palestina de Hebrón. Kahane Chai estuvo dirígido por el hijo de Kahane, Binyamin Zeev Kahane, de la colonia de Kfar Tapuach, hasta el año 2000. Kach volvió a ver prohibida su participación en las elecciones de 1992 y ambas organizaciones fueron declaradas ilegales en 1994 en acatamiento de las leyes antiterroristas de 1948, después de que declararan su apoyo a la matanza cometida en Hebrón por Baruch Goldstein, afiliado a este partido. Actualmente, figura en la lista de organizaciones terroristas del gobierno de los Estados Unidos, la Unión Europea, Israel, Japón y Canadá.

## Historia

### Primeros años
Meir Kahane emigró a Israel desde los Estados Unidos en septiembre de 1969, declarando inicialmente que solo tomaría parte en una educación religiosa. Sin embargo, pronto se vio envuelto en polémica, primero hablando en contra de los judíos negros en la localidad de Dimona, y luego promoviendo la celebración de protestas que defendían la expulsión de la mayoría de los palestinos de Israel y de los territorios palestinos. En 1972 se distribuyeron panfletos de la Liga de Defensa Judía alrededor de Hebrón que pedían que su alcalde fuese a juicio por la masacre de Hebrón de 1929.
En 1971, Meir Kahane fundó un nuevo partido que participó en las elecciones de 1973 bajo el nombre de “La Lista de la Liga”. El partido obtuvo 12.811 votos (un 0,82% del total), quedándose a menos de tres mil votos del 1% que marcaba el mínimo electoral para obtener un escaño en el Knéset. Tras las elecciones volvió a Hebrón para exigir la expulsión de todos los palestinos de la ciudad. Poco después cambió el nombre del partido a Kach, que deriva del eslogan del Irgún, Rak Kach (Solo Así). El partido perdió más de la mitad de sus votos en las elecciones de 1977, en las que obtuvo tan solo 4.396 votos (el 0,25% del total), y en 1980 Kahane fue condenado a seis meses de cárcel por su papel en un plan para llevar a cabo un “acto de provocación” en el Monte del Templo. Las elecciones de 1981 trajeron consigo otro fracaso para Kach, que solo obtuvo 5.128 votos (un 0,27% del total). 

### Kahane entra en el Knéset
Los hechos acaecidos en los siguientes dos años ayudaron a mejorar las perspectivas electorales de Kach. En 1982, Israel devolvió la península del Sinaí a Egipto como parte de los Acuerdos de Paz de Camp David, lo que supuso la repatriación de los colonos israelíes que vivían en la península. Esta medida se encontró con una importante oposición, especialmente en Yamit, el mayor asentamiento israelí en el Sinaí, donde varios extremistas se encerraron en una sinagoga y amenazaron con suicidarse. El primer ministro israelí Menajem Begin pidió a Kahane que actuase de intermediario y convenciese a los rebeldes de que cesasen en su actitud.
En la carrera electoral para las elecciones legislativas de 1984, el Comité Electoral Central decidió prohibir la participación de Kach por su racismo. Sin embargo, este partido apeló con éxito ante el Tribunal Supremo de Israel, que dictaminó que la Ley Electoral del Knéset (una de las Leyes Básicas de Israel) no permitía que se prohibiese un partido por racismo, aunque sugirió que se cambiase esta ley a tal efecto. En las elecciones de 1984, Kach obtuvo 25.907 votos (un 1,2%) que le permitieron acceder al Knéset por primera vez, obteniendo un escaño que fue ocupado por el propio Kahane. Nada más acceder al parlamento declaró que su partido no apoyaría a ningún gobierno que no defendiese la expulsión de todos los palestinos de Israel.
Las iniciativas legislativas de Kahane se centraron en la revocación de la ciudadanía israelí para los no judíos y la prohibición de los matrimonios y las relaciones sexuales inter-confesionales, tomando como base el Código de la Ley Judía compilado por el filósofo del siglo XII Maimónides en el Mishné Torá. 
Conforme avanzaba su carrera política, Meir Kahane se fue viendo cada vez más aislado en la Knéset. Hacía sus discursos en un parlamento vacío debido al boicot de los demás parlamentarios, con la sola presencia del presidente de la sala y del transcriptor. Las propuestas legislativas de Kahane y sus mociones de censura contra el gobierno fueron ignoradas o rechazadas por sus compañeros de la Knéset. Kahane solía insultar a los otros parlamentarios con el término “helenistas” en hebreo, en alusión a los textos religiosos judíos que describían cómo muchos antiguos judíos se adaptaron a la cultura helenística tras la conquista de Judea por parte de Alejandro Magno. En 1987, Kahane inauguró una yeshivá con financiación de sus seguidores estadounidenses (HaRaayon HaYehudi) para la enseñanza de “la auténtica idea judía”. 
A pesar del boicot, las encuestas mostraban que Kach habría obtenido probablemente tres o cuatro escaños en las elecciones de noviembre de 1988, e incluso algunas encuestas tempranas ofrecieron la predicción de doce escaños, lo que habría hecho de Kach la tercera fuerza parlamentaria israelí. 

### Prohibición de la participación en las elecciones
En respuesta a la elección de Kahane y a las recomendaciones del Tribunal Supremo de Israel, la Knéset aprobó una enmienda a la Ley Electoral que afirmaba: 
“Una lista de candidatos no participará en las elecciones si sus acciones o sus objetivos, expresa o implícitamente, incluyen uno de los siguientes puntos: 
- Negación de la existencia del Estado de Israel como el Estado del pueblo judío.
- Negación del carácter democrático del Estado.
- Incitación al racismo."[5]

Como consecuencia, el Comité Electoral Central descalificó a Kach para las elecciones de 1988. El partido presentó una nueva apelación a esta medida, en la que Kahane afirmó que las medidas de seguridad justificaban a discriminación contra los árabes. Esta vez la apelación no prosperó y el tribunal dictaminó que los objetivos y las acciones de Kach eran “manifiestamente racistas”.
Para protestar por su descalificación electoral, un grupo de activistas de Kach creó el grupo terrorista Sicarii en 1989. Sus atentados consistieron principalmente en incendios provocados y grafitis amenazantes contra figuras políticas judías de izquierdas.

### Muerte de Kahane y división del partido
El 5 de noviembre de 1990, Meir Kahane fue asesinado tras pronunciar un discurso en Nueva York. El principal sospechoso, un egipcio-estadounidense llamado El Sayyid Nosair, fue declarado inocente en el juicio consiguiente, si bien fue condenado por posesión de armas.
Como consecuencia de la muerte de Kahane, su partido se dividió en dos nuevos grupos debido a las disensiones internas por las tácticas a seguir, así como a conflictos personales dentro del partido. Los dos partidos resultantes fueron Kahane Chai, liderado por Binyamin Ze’ev Kahane (el hijo de Meir Kahane) y asentado en Kfar Tapuach, un asentamiento israelí en Cisjordania; y el propio Kach, con sede en el asentamiento de Kiryat Arba y liderado primero por el rabino Avraham Toledano y después por Baruch Marzel. Ambos partidos fueron prohibidos para las elecciones de 1992 por considerarse seguidores del Kach original.

### Prohibición de Kach y Kahane Chai
En 1992, cuando ambos partidos declararon su apoyo a un ataque con granadas contra el mercado de carne de la Ciudad Vieja de Jerusalén, el ministro de la gobernación Ammon Rubinstein pidió al fiscal general de Israel que comenzase los procedimientos necesarios para juzgar a Kahane y Marzel por incitación al terrorismo.
En 1994 tuvo lugar la masacre de Hebrón, en la que un simpatizante de Kach, Baruch Goldstein, asesinó a 29 fieles palestinos que oraban en la Tumba de los Patriarcas, ubicada en la ciudad palestina de Hebrón. Cuando ambos partidos emitieron comunicados en apoyo de Goldstein, tanto Kach como Kahane Chai fueron definitivamente prohibidos por el gabinete de ministros de Israel de acuerdo con las leyes antiterroristas de 1948. Muchos de sus líderes pasaron un tiempo en la cárcel en situación de detención administrativa, como Noam Federman, que pasó más de seis meses encerrado sin cargos. Yigal Amir, el asesino del primer ministro israelí Isaac Rabin en 1995, pertenecía a un grupo denominado EYAL (Organización Guerrera Judía) creado por Avishai Raviv y relacionado con Kach y con Kahane Chai.
Tras haber distribuido panfletos que llamaban a la violencia contra los árabes y haber sido condenados por sedición, Ze’ev Kahane y su mujer murieron en una emboscada llevada a cabo por grupos palestinos en diciembre del año 2000, al comienzo de la Segunda Intifada.

### sigloXXI
Tras la prohibición de Kach y Kahane Chai, ambos partidos se disolvieron oficialmente. Los líderes de Kahane Chai formaron un grupo apologético llamado El Movimiento Kahane, cuyas principales acciones están relacionadas con el mantenimiento de la web de Kahane. Este movimiento está en la lista de organizaciones terroristas de los Estados Unidos como un pseudónimo de Kach, algo que el propio grupo niega. 
El Movimiento Nuevo Kach existió entre los años 2001 y 2003 con páginas web que publicaban comentarios políticos kahanistas y organizaban encuentros con sus miembros de manera informal. Encabezado por el estudiante israelí Efraim Hershkovits, tenía secciones a lo largo de todo el mundo y una organización juvenil, Noar Meir. Cuando volvió a Israel en 2003, Hershkovits disolvió el movimiento para evitar las posibles consecuencias legales, si bien pidió a sus exmiembros que apoyasen al Movimiento Kahane. Tras la disolución de la organización, los Estados Unidos la añadieron a su lista de organizaciones terroristas por tratarse de un alias de Kach. Hershkovits fue detenido por las autoridades israelíes en 2005 y permaneció tres meses bajo un régimen de detención administrativa. Cuando el gobierno israelí de Ariel Sharon decretó la retirada unilateral de la Franja de Gaza en 2005, Kach propugnó la resistencia violenta contra este plan, lo que llevó a numerosos ataques contra palestinos y contra los propios ministros del gobierno.
A día de hoy, Estados Unidos sigue designando a Kach y a todos sus sucesores como una organización terrorista, alegando que se han visto involucradas en acciones terroristas de las siguientes maneras: 
- Usar explosivos o armas de fuego con la intención de dañar la seguridad de los ciudadanos o de causar daños sustanciales en propiedades (incluido un intento de detonar un coche bomba en una escuela de niñas palestinas en Jerusalén Este).
- Amenazar y conspirar para llevar a cabo asesinatos.
- Recaudar fondos y reclutar miembros para una organización terrorista.

El Departamento de Estado de los Estados Unidos también afirma que el grupo es sospechoso de estar involucrado en numerosos ataques a baja escala desde el inicio de la Segunda Intifada en el año 2000. 
En las elecciones de 2003, el exlíder de Kach Baruch Marzel concurrió como número dos de Herut - El Movimiento Nacional. A este partido le faltó poco para conseguir un escaño. En 2004, Marzel fundó el Frente Nacional Judío, que obtuvo 24.824 votos (un 0,7% del total) en las elecciones de 2006, menos de la mitad de lo necesario para obtener un escaño. Entre los seguidores confesos de Meir Kahane se cuenta Michael Ben-Ari, parlamentario de la Knéset en 2009 por la alianza electoral Ihud Haleumi, en la que representaba al partido Eretz Yisrael Shelanu. El Frente Nacional Judío de Baruch Marzel se había unido a Eretz Yisrael Shelanu poco antes de las elecciones. 
Para las elecciones israelíes de 2019, el primer ministro Benjamin Netanyahu promovió la unión del partido kahanista Otzma Yehudit con el partido de ultraderecha HaBayit HaYehudi a fin de que unidos pudieran superar la barrera electoral mínima para obtener escaños. Otzma Yehudit está liderado por Michael Ben-Ari, Baruch Marzel, Itamar Ben-Gvir, Zvi Sukkot y Aryeh Eldad. A cambio de cerrar esta unión, Netanyahu les prometió los ministerios de Educación y Vivienda. Sin embargo, el Comité Electoral Central prohibió la candidatura de Michael Ben-Ari, considerado terrorista por los Estados Unidos, por considerar sus opiniones “manifiestamente racistas”. Por ejemplo, en agosto de 2018 había declarado “Tenemos que cambiar la ecuación en lo concerniente a cualquiera que se atreva a hablar contra un judío. [Esta persona] es hombre muerto. No debe salir vivo. No se trata de expulsarlo, ni de quitarle su ciudadanía. ¡No vive! Un pelotón de fusilamiento se lo lleva, y los árabes lo comprenderán.”

## Resultados electorales
|  | 0.8 % |

|  | 0.3 % |

|  | 0.3 % |

|  | 1.2 % |